# Є
Cette page contient des caractères spéciaux ou non latins. S’ils s’affichent mal (▯, ?, etc.), consultez la page d’aide Unicode.
ié ukrainien (capitale Є, minuscule є) est une lettre de l'alphabet cyrillique utilisé dans l’écriture de l’ukrainien et du rusyn.

## Utilisation
En ukrainien et en rusyn, le ié ukrainien ‹ Є є › représente un /e/ iodisé après une consonne palatisée : /je/.

## Représentation informatique
Le ié ukrainien peut être représenté avec les caractères Unicode suivants :
| formes    | représentations | chaînes de caractères | points de code | descriptions                             |
| --------- | --------------- | --------------------- | -------------- | ---------------------------------------- |
| capitale  | Є               | Є                     | U+0404         | lettre majuscule cyrillique ié ukrainien |
| minuscule | є               | є                     | U+0454         | lettre minuscule cyrillique ié ukrainien |